# Banknoty dolarów amerykańskich o wysokich nominałach

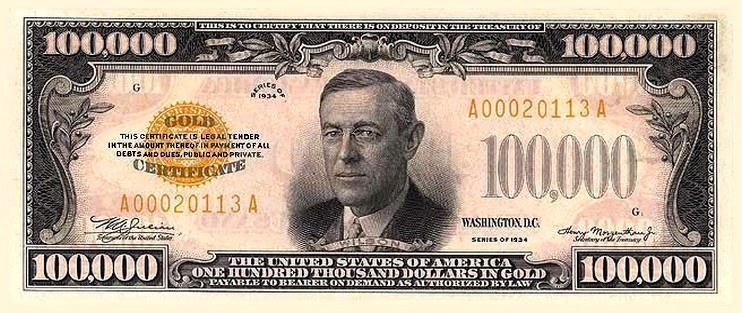
Seria z roku 1934, banknot 100 000$, awers

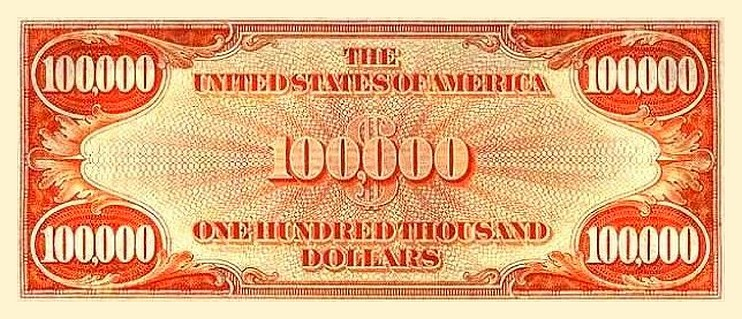
Seria z roku 1934, banknot 100 000$, rewers

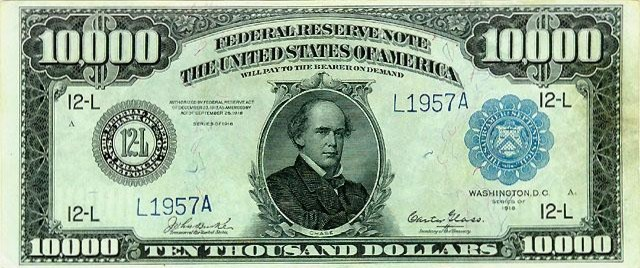
Seria z roku 1918, banknot 10 000$, awers

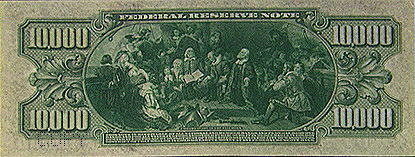
Seria z roku 1918, banknot 10 000$, rewers

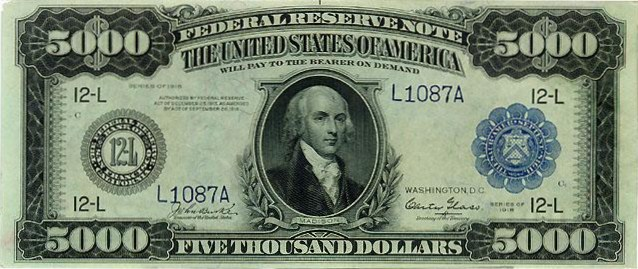
Seria z roku 1918, banknot 5000$, awers

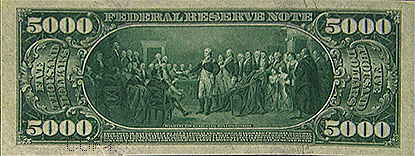
Seria z roku 1918, banknot 5000$, rewers

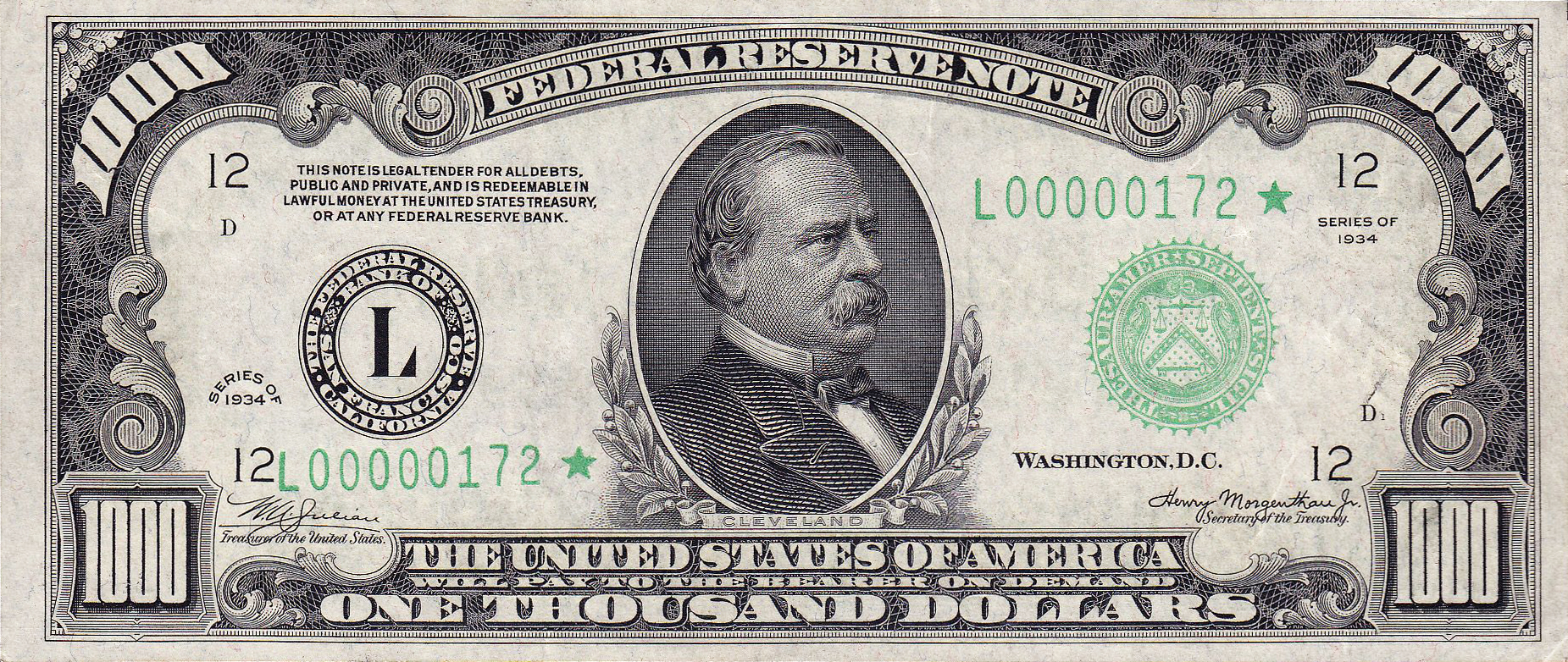
Seria z roku 1934, banknot 1000$, awers

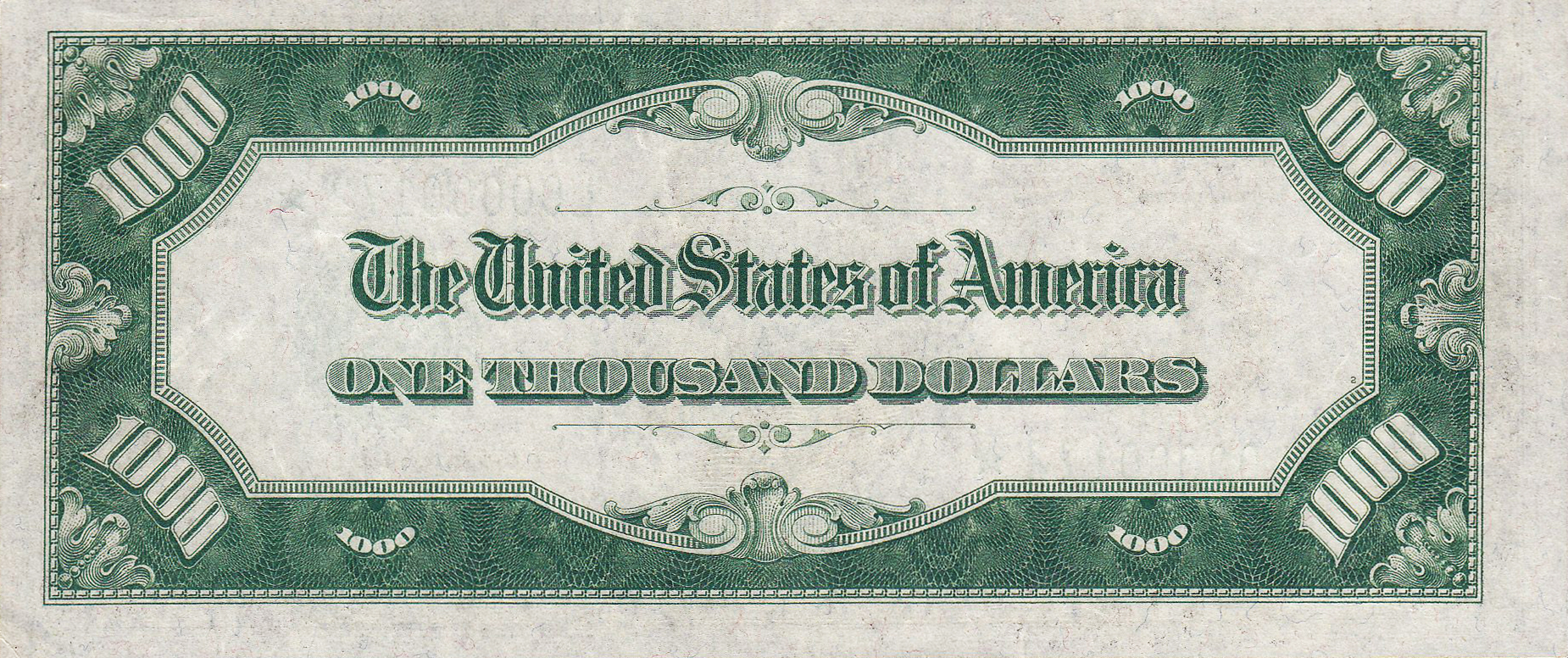
Seria z roku 1928 lub 1934, banknot 1000$, rewers

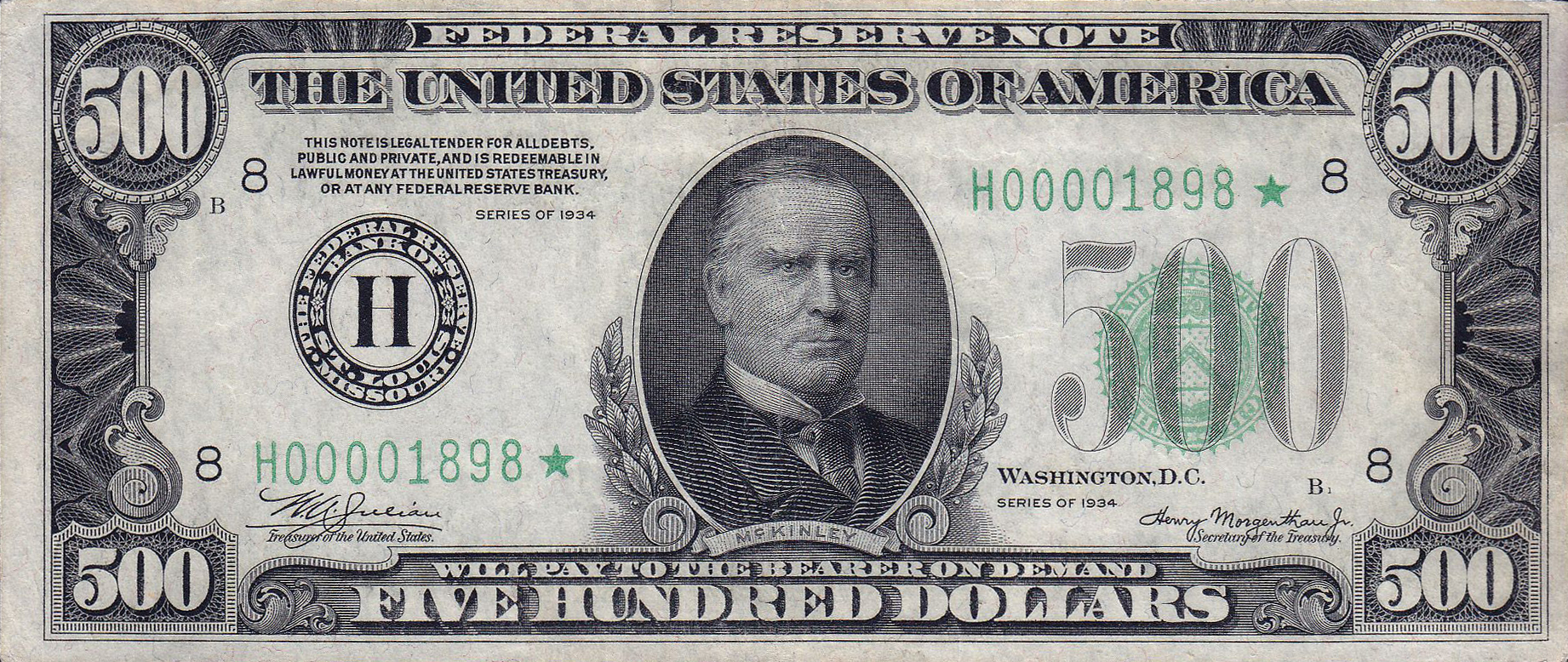
Seria z roku 1934, banknot 500$, awers

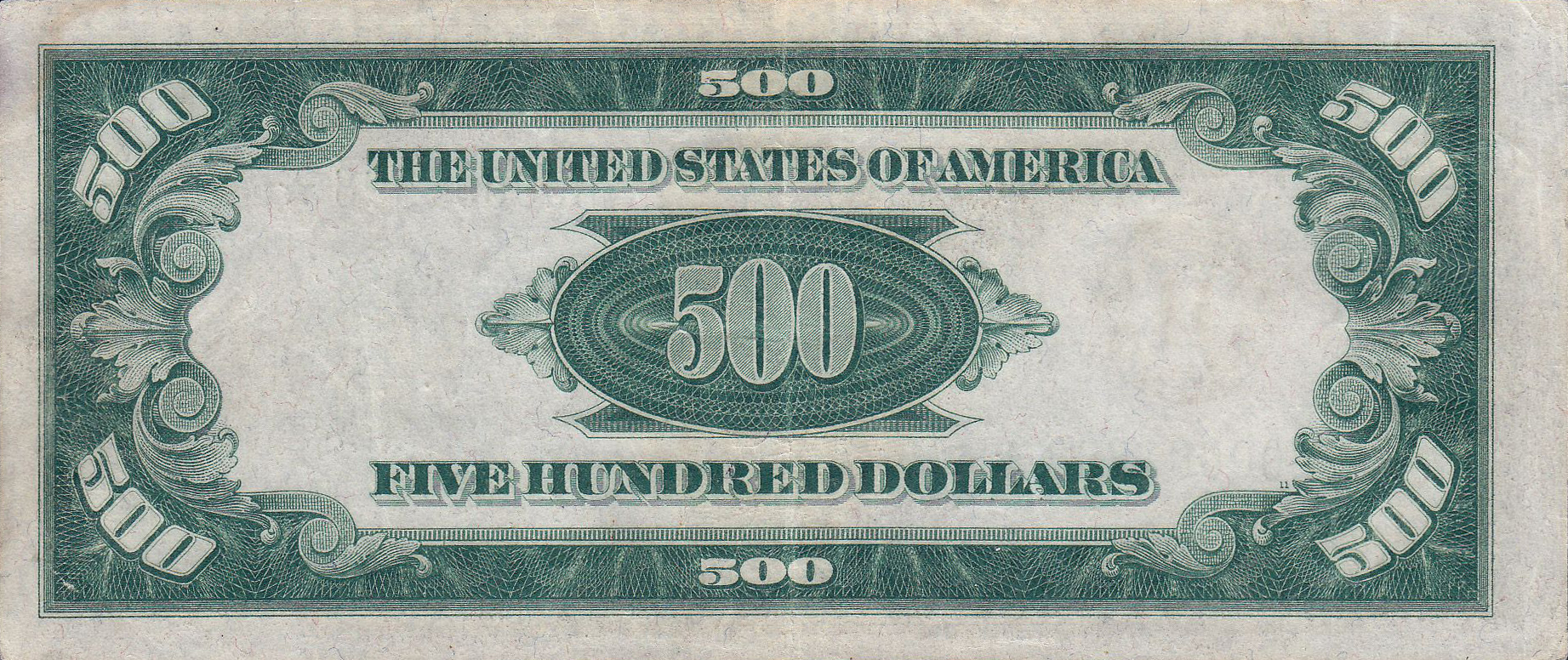
Seria z roku 1928 lub 1934, banknot 500$, rewers

Obecnie w legalnym obiegu znajdują się banknoty dolarów Stanów Zjednoczonych o nominałach od 1 dolara do 100 dolarów (1$, 2$, 5$, 10$, 20$, 50$ i 100$), które są dodrukowywane podczas nowych emisji.
Jednakże wcześniej były emitowane także banknoty o pięciu większych nominałach. Były one emitowane na większą skalę przez rząd USA od roku 1861 (nominały: 500$, 1000$, 5000$ i 10 000$). Banknot o nominale 100 000$ (z oznaczeniem o zabezpieczeniu jego wartości certyfikatem w złocie – ang. gold certificate), pojawił się w roku 1865. Istnieje wiele wersji tych banknotów różniących się szatą graficzną i typem zabezpieczenia. Nie emitowano natomiast nigdy banknotu o nominale 200$.
Ostatnia emisja niewielkiej liczby wysokich nominałów miała miejsce w roku 1929 i towarzyszyła nominałom od 1$ do 100$. Na awersie banknotów powyżej 100$ umieszczono portrety następujących osób:
- 500$ – portret prezydenta USA Williama McKinleya
- 1000$ – portret prezydenta USA Grovera Clevelanda
- 5000$ – portret prezydenta USA Jamesa Madisona
- 10 000$ – portret Salmona P. Chase’a (trzecia osoba znajdująca się na banknocie, obok Benjamina Franklina i Alexandra Hamiltona, która nie była prezydentem USA)
- 100 000$ – portret prezydenta USA Woodrowa Wilsona

Na awersie umieszczono również abstrakcyjny wzór z ozdobnym napisem i liczbami określającymi nominał banknotów. Wszystkie zostały wydrukowane w kolorze zielonym, z wyjątkiem banknotu o wartości 100 000 dolarów. Banknot ten jest dość specyficzny – nie był on nigdy w obiegu publicznym i wydrukowano tylko jedną serię w roku 1934 i tylko w formie "złotych certyfikatów" (ang. gold certificate). Certyfikaty takie (o nominałach 10$, 20$, 50$, 100$, 500$, 1000$, 5000$, 10 000$ i 100 000$) były emitowane po odejściu USA od zabezpieczenia waluty zgodnej z parytetem złota, a złoto było obligatoryjnie skupowane na polecenie wydane dnia 9 marca 1933 roku (United States Executive Order 6102) przez prezydenta USA Franklina Roosevelta. W związku z tym, banknoty te były używane tylko do wewnętrznych transakcji przez służby rządowe. Rewers tych banknotów był drukowany w kolorze pomarańczowym (co było charakterystyczne także dla innych emisji banknotów dolarowych ze "złotym certyfikatem"). Emisja banknotów tej serii została przerwana w roku 1940. Pozostałe banknoty były drukowane w kolorze czarnym i zielonym, tak jak to przedstawia przykład banknotu 10 000$ (na grafice po prawej).
Choć technicznie rzecz biorąc są one nadal prawnym środkiem płatniczym w Stanach Zjednoczonych, to ostatnia ich emisja odbyła się w roku 1945, a 14 lipca 1969 roku System Rezerwy Federalnej Stanów Zjednoczonych oficjalnie zdecydował o zaprzestaniu ich dalszej produkcji. Banknoty o nominałach 5000$ i 10 000$ praktycznie zniknęły już przed tą datą: szacuje się, że znanych jest tylko ok. 200 sztuk banknotów 5 000$ i ok. 300 sztuk banknotów 10 000$ wszystkich serii emitowanych od roku 1861. Spośród banknotów 10 000$, 100 sztuk było przez wiele lat własnością Benny’ego Biniona, właściciela kasyna Binion's Horseshoe w Las Vegas (stan Nevada), gdzie były prezentowane w akrylowym zabezpieczeniu jako atrakcja tego kasyna. Po pewnym czasie zostały z niego wyjęte i sprzedane prywatnym kolekcjonerom.
Obieg banknotów o wysokich nominałach został wstrzymany w roku 1969 na polecenie prezydenta Richarda Nixona, w związku z walką z przestępczością zorganizowaną.
W większości przypadków głównym zastosowaniem tych banknotów były duże operacje finansowe dokonywane przez banki i rząd federalny USA. Do tych celów szczególnie wykorzystywano banknoty zabezpieczone w złocie, pochodzące z emisji z lat 1865 do 1934. Banknot o nominale 100 000$ (zabezpieczony w złocie) był używany tylko do celów transakcji dokonywanych pomiędzy Bankami Rezerwy Federalnej i banknoty te nigdy nie były w obiegu publicznym, dlatego też nie mogą one być w legalnym posiadaniu kolekcjonerów i numizmatyków.
Wprowadzenie pieniądza elektronicznego spowodowało, że takie transakcje stały się przestarzałe, stosunkowo kłopotliwe i mało bezpieczne.

Biorąc pod uwagę silne obawy związane z możliwością ich fałszowania oraz wykorzystywania tych środków pieniężnych do nielegalnych działań, takich jak np. nielegalny handel narkotykami, jest mało prawdopodobne, aby rząd USA planował ponowną emisję banknotów o dużych nominałach w najbliższej przyszłości. Według strony internetowej amerykańskiego Departamentu Skarbu: 

Nominały naszej waluty będące obecnie w produkcji to 1$, 2$, 5$, 10$, 20$, 50$ i 100$... Ani Departament Skarbu ani System Rezerwy Federalnej nie ma żadnych planów co do zmiany nominałów będących obecnie w użyciu.

## Fałszywe banknoty USA o wysokich nominałach
Można się spotkać z wieloma "emisjami" banknotów dolarów Stanów Zjednoczonych o wysokich nominałach drukowanymi przez osoby prywatne, firmy i organizacje w celach reklamowych, do prowadzenia kampanii wyborczych i dla żartu, a także do wykorzystywania w grach typu monopoly. Szczególnie popularne są te z nominałem 1 000 000$ i 1 000 000 000$.
Banki emisyjne Rezerwy Federalnej deklarują, że nie traktują produkcji tych "pieniędzy" jako fałszerstwa, ponieważ nie istnieją i nigdy nie istniały ich prawdziwe wersje. Należy jednak zwrócić uwagę, że próba zapłaty takimi "pieniędzmi" w sklepie lub zdeponowania ich w banku może być traktowana jako oszustwo i podlega karze.